# Muzeul Țării Crișurilor

Hans Canon, Femeie cu evantai

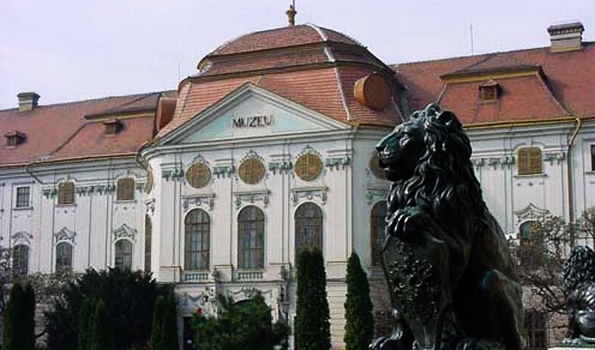
Palatul Baroc din Oradea care a găzduit Muzeul Crișurilor până în anul 2006

Muzeul Țării Crișurilor muzeu de artă și știință, situat în municipiul Oradea. A fost inaugurat pe 17 ianuarie 1971, în clădirea restaurată a Palatului Baroc (sau Palatul Episcopal), care era situat în zona nord-vestică a orașului din imediata apropiere a parcului de pe strada Ștrandului, unde pe vremuri exista tradiționalul Obor al Oradiei.
În 2006 a fost mutat în fosta școală de cadeți, monument istoric cu cod LMI BH-II-m-B-01030.

## Colecția muzeului
La sfârșitul anului 2010, muzeul deținea un patrimoniu de 224.161 piese muzeale, din care: documente istorice diverse (23%), fotografie istorică (20%), invitații și programe (20%), afișe (15%), periodice (10%), carte documentară (5%), documente referitoare la istoria instituției (2%), planuri, hărți și grafică istorică (2%).

### Secția istorie
Printre exponatele acestei secții, putem menționa:
- documente referitoare la Revoluția Română din 1848, Unirea din 1918, Primul Război Mondial, al Doilea Război Mondial;
- fotografii cu clădiri și monumente din Oradea, multe din ele astăzi dispărute;
- hărți și atlase din secolele XVI-XIX;
- arme din diverse epoci;
- cărți, cele mai vechi fiind din secolul al XVII-lea, printre care o Biblie tipărită în 1660 - 1661;
- exponate din istoria farmaciei.

### Secția artă

#### Pictură
Cele mai multe picturi aparțin pictorilor români din secolul XX, printre care: Tonitza, Petrașcu, Pallady, Ștefan Dimitrescu, Șirato, Ressu, Iser, Steriadi, Corneliu Baba, Gheață, Ciucurencu, Țuculescu și alții.

#### Sculptură
Printre sculptorii români ai căror exponate sunt găzduite aici, se pot menționa: Paciurea, Jalea, Medrea, Militza Pătrașcu, Claudia Millian, Irimescu, Maitec.

### Secția etnografie
Zonele etnografie acoperă vestul României: Crasna-Barcău, Crișul Repede, Beiuș, Tinca-Salonta, Crișul Alb.

### Secția de științele naturii

#### Colecții biologice
Exponatele din domeniul biologiei se clasifică în: colecții botanice și colecții zoologice.
Colecțiile zoologice sunt clasificate în domeniile: malacologie, entomologie, oologie, entomologie, ornitologie și mamifere.